# Russula grisea
Russula grisea (Christian Hendrik Persoon, 1801 ex Elias Magnus Fries, 1838), sin. Russula palumbina (Paulet 1793 ex Lucien Quélet, 1883), din încrengătura Basidiomycota în familia Russulaceae și de genul Russula, este o specie de ciuperci comestibile care coabitează, fiind un simbiont micoriza (formează micorize pe rădăcinile arborilor) și denumită în popor vinețică cenușie sau, ca și alte specii, burete de spin. Ciuperca se poate găsi în România, Basarabia și Bucovina de Nord foarte des în păduri de foioase sub fagi, larici sau stejari, rareori și în cele de conifere, sub brazi și molizi, pe pajiști precum în parcuri sub arborii de micoriză, iubind căldura. Timpul apariției este din iunie până în septembrie (octombrie).

## Taxonomie

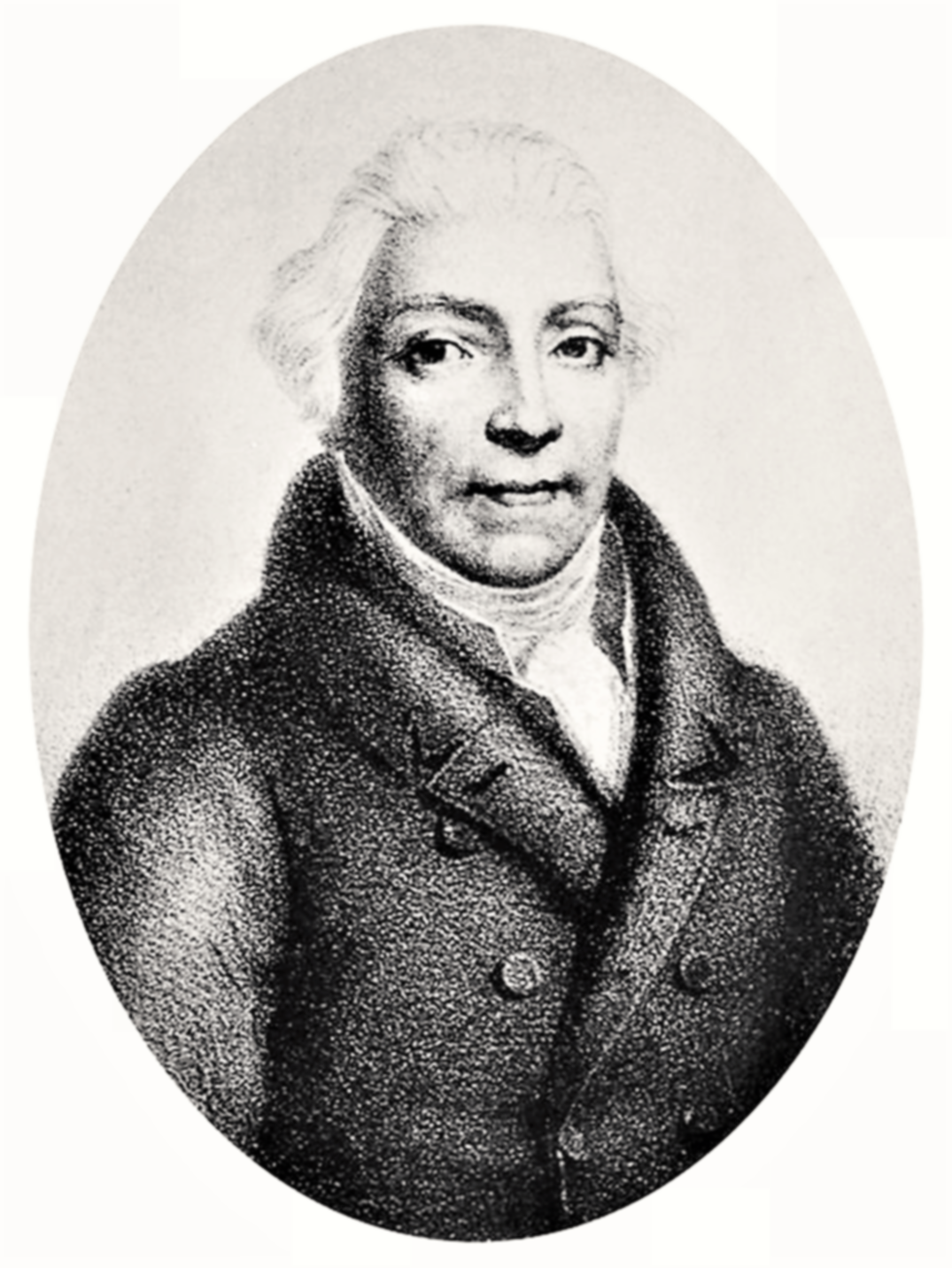
J.-J. Paulet

În 1793, buretele a fost menționat și desenat pentru prima dată de micologul francez Jean-Jacques Paulet în volumul 2 al cărții sale Traité des champignons. Dar el l-a văzut variație a speciei Calocybe gambosa (Agaricus georgii var. palumbina). Astfel, renumitul savant olandez Christian Hendrik Persoon l-a făcut soi independent (Agaricus griseus) în lucrarea sa Synopsis methodica fungorum din 1801.
Câțiva ani mai târziu, în 1838, marele om de știință suedez Elias Magnus Fries i-a schimbat numele generic în Russula, alăturându-l genului de același nume, de citit în lucrarea sa Epicrisis systematis mycologici, seu synopsis hymenomycetum. Acest taxon este valabil până în prezent (2018). 
În decursul timpului, mai mulți micologi au încercat redenumiri respectiv crearea de variații. Ele sunt cu toate acceptate sinonim, dar sunt nefolosite și pot fi neglijate, cu excepția Russula palumbina, nume determinat de micologul francez în alăturare de cel al lui Paulet într-un articol din jurnalul micologic Quelques especes critiques ou nouvelles de la Flore Mycologique de France, în jurnalul Compte Rendu de l'Association Française pour l'Avancement des Sciences. Acesta a fost și mai este rar folosit de micologi, în primul rând de cei francezi.

## Descriere

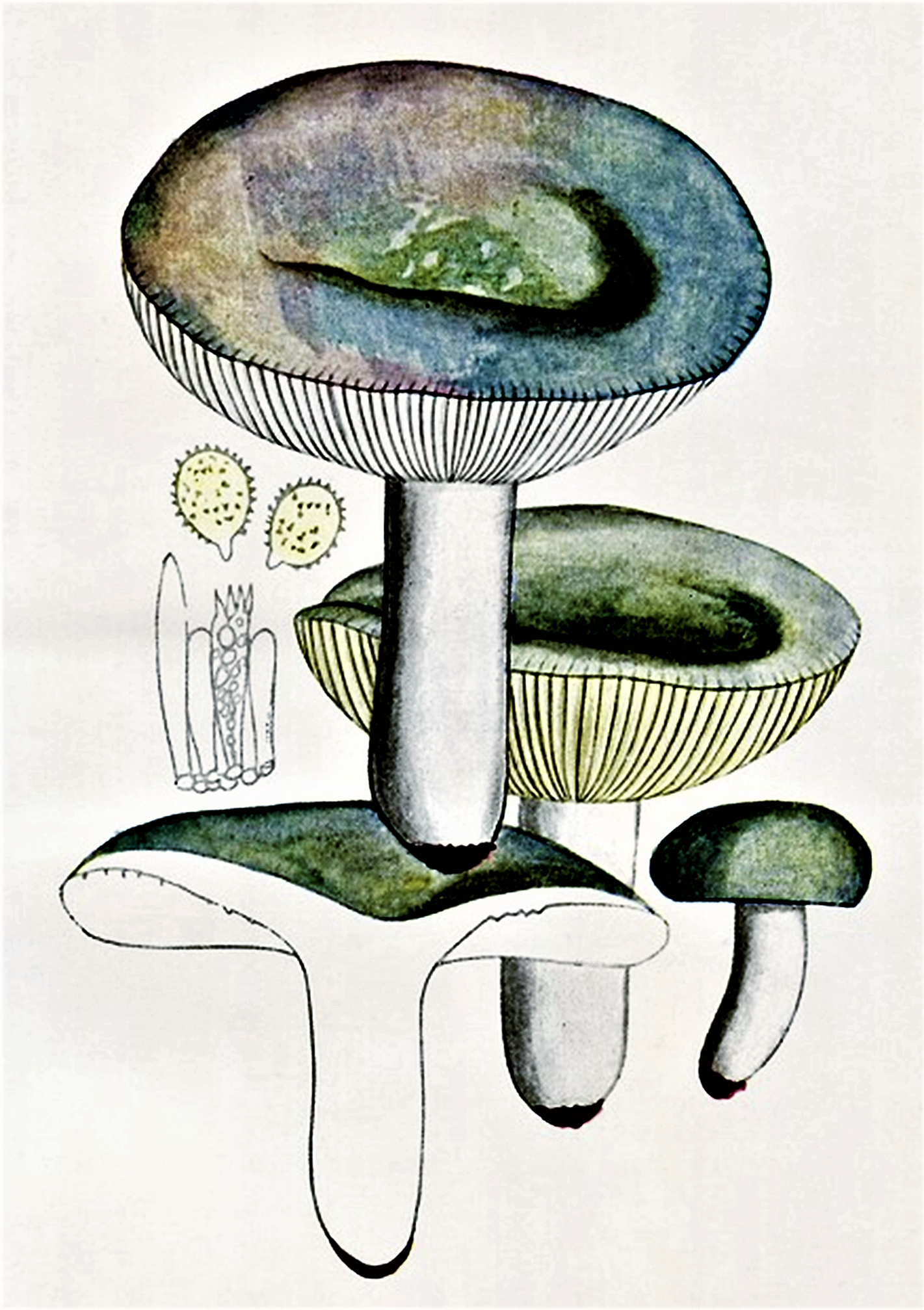
Bresadola: Russula grisea

- Pălăria: este de mărime medie pentru ciuperci plin dezvoltate cu un diametru de aproximativ 6-11 cm, fiind cărnoasă, inițial semisferică, apoi boltită, în sfârșit plată, la bătrânețe adâncită în centru, cu marginea deseori canelată și răsucită în sus. Cuticula, care se poate îndepărta cam până pe jumătatea razei pălăriei, este netedă, nu rar brumată, dar unsuroasă la umezeală. Coloritul tinde tare, de la gri, peste slab gri-măsliniu, gri-verzui, gri de oțel (câteodată cu tonuri aproape lila), gri-purpuriu până la măsliniu-negricios. De asemenea este uneori pătată gălbui ca paia sau ușor roșiatic. Cu varsta incepe sä se decoloreze, începând în centru.
- Lamelele:  sunt foarte sfărâmicioase, stau înghesuite, destul de subțiri, bifurcate sau cu lamelute intercalate, aderate la picior, în vârstă decurente. Coloritul este la început albui, mai târziu de un crem albicios până crem.
- Piciorul: are o înălțime de 6-8 cm și o lățime de 1,5-3,5 cm, este ferm și plin, în vârstă împăiat, cilindric, uniform uscat la suprafață, spre pălărie uneori ușor striat longitudinal sau brumat. Culoarea este albă, adesea cu nuanțe liliacee sau slab roșiatice. Nu prezintă inel.
- Carnea: este tare și cărnoasă, fiind albă, la bătrânețe cu nuanțe maronii. Sub cuticulă preia coloritul ei. Tăiată și expusă aerului pentru mai mult timp capătă pete roșiatic-violacee. Mirosul este aproape imperceptibil și gustul plăcut, lamelele exemplarelor tinere chiar ceva  iutișor.[6][5]
- Caracteristici microscopice: are spori cu o mărime de 6,5-8,9 x 5,5-6,5 microni, așadar mici precum rotunjori până alungit ovoidali, hialini (translucizi), verucoși-spinoși, negii fiind adesea uniți ca lanțuri de 4-5, astfel încât desenul apare uneori aproape reticulat. Pulberea lor este ocru-gălbuie. Basidiile cu 4 sterigme fiecare măsoară 30-35 x 7-9 microni. Cistidele (elemente sterile situate în stratul himenal sau printre celulele din pielița pălăriei și a piciorului, probabil cu rol de excreție) sunt fusiforme cu o dimensiune de 50-65 x 10-12 microni.[11]
- Reacții chimice: Buretele se colorează cu acid sulfuric în cuticulă portocaliu, cu anilină încet slab roșu de somon, apoi negru, cu fenol maroniu până purpuriu-negricios, cu Hidroxid de potasiu viu roșiatic, cu naftolul α câteodată roșu de somon și după cel puțin 5 ore încet slab albastru, iar cu sulfat de fier roșu-portocaliu.[12][13]

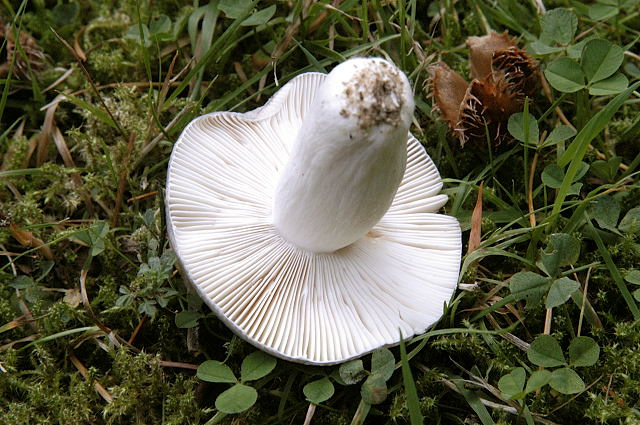
R. grisea, lamele și picior
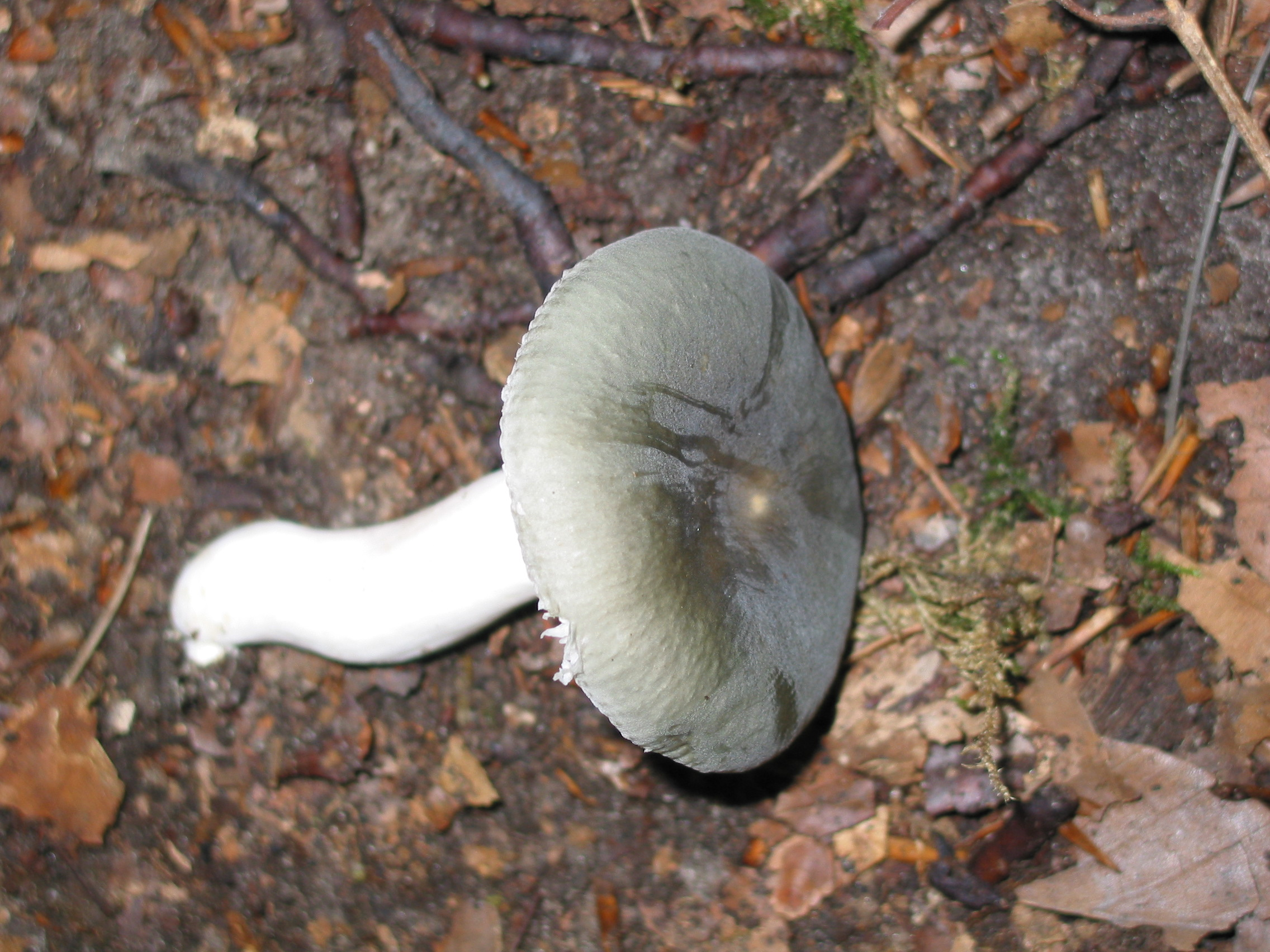
R. grisea mai tânără
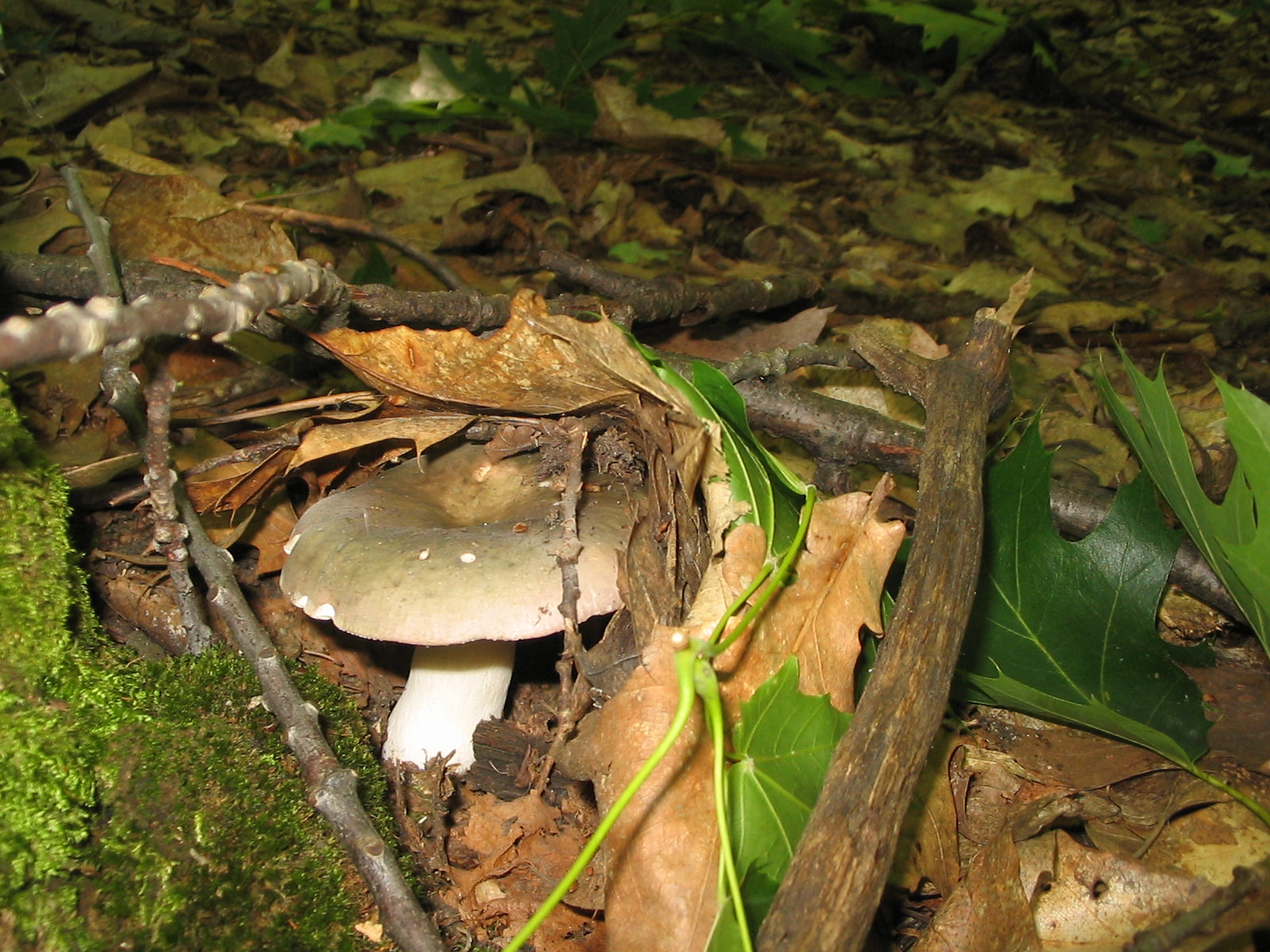
R. grisea, matură
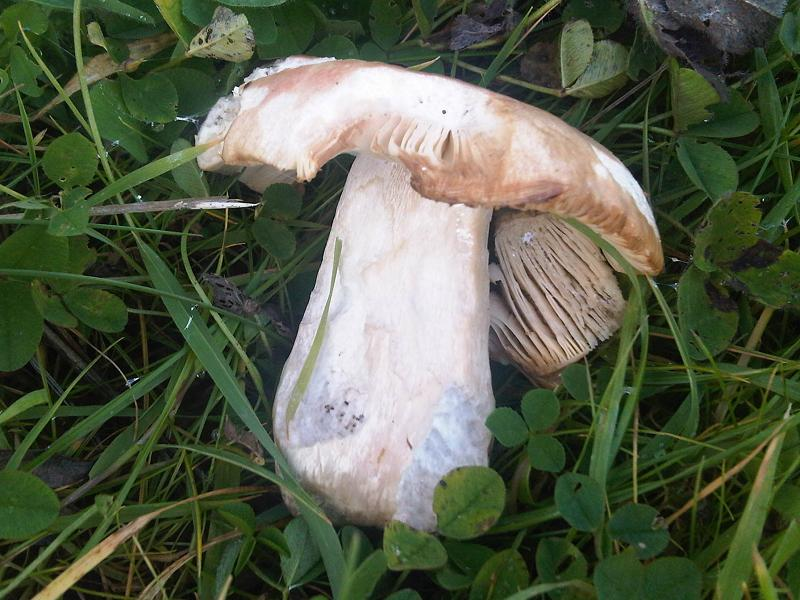
R. grisea bătrână

## Confuzii
Mare pericol înseamnă confuzia vinețicii porcului cu buretele mortal Amanita phalloides în tinerețe sau cu posibil fatalul Tricholoma equestre sin. Tricholoma flavovirens (lamele galbene), între timp recunoscut ca foarte periculos, pentru că ar putea să provoacă Sindromul Paxillus asemănător al lui Paxillus involutus.) În rest, ea poate fi confundată cu unele surate ale ei, cum ar fi ușor otrăvitoarea Russula.raoultii (iute și amară) sau cu comestibilele Russula amoena, Russula amoenicolor, Russula atropurpurea (comestibilă), Russula heterophylla,Russula integra, Russula ionochlora, Russula nauseosa, Russula - Flickr - S. Rae.jpg|Russula lilacea (comestibilă),
Russula nigricans, Russula olivacea, Russula parazurea, Russula puellaris, Russula stenotricha, Russula versicolor (destul de iute, în primul rând lamelele tinere), Russula violeipes  sau Russula virescens. Cea mai mare asemănare o are cu Russula aeruginea.

## Specii asemănătoare

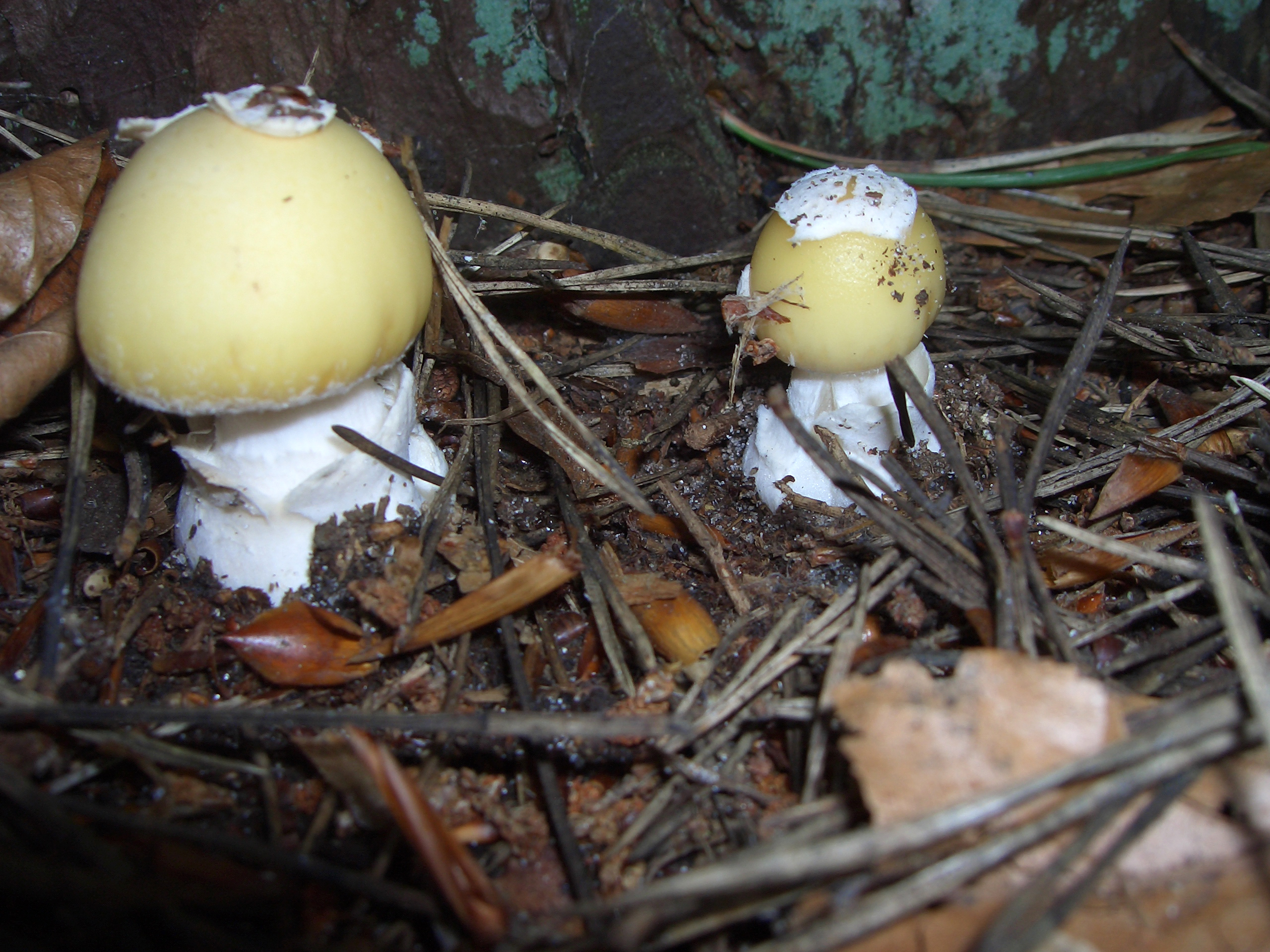
!!!Amanita-phalloides!!!
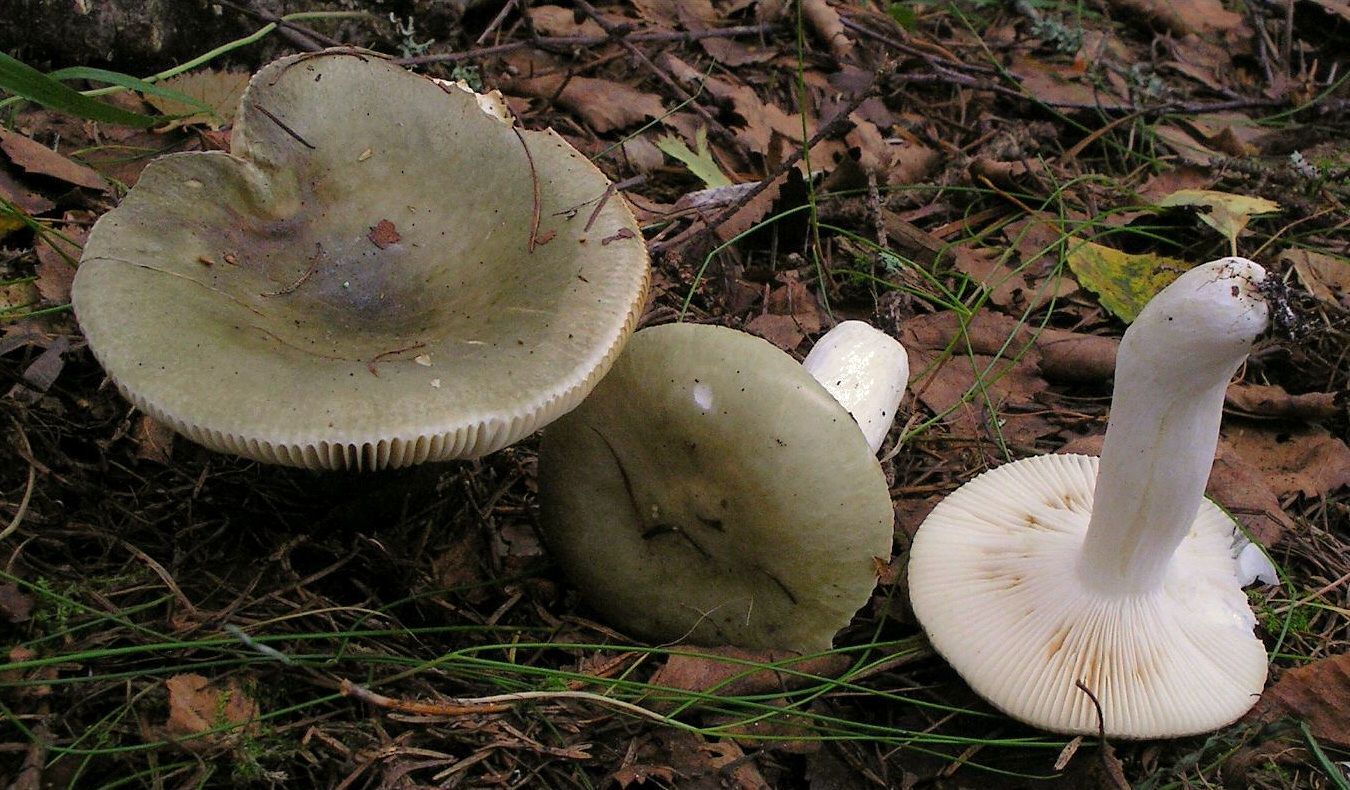
Russula aeruginea
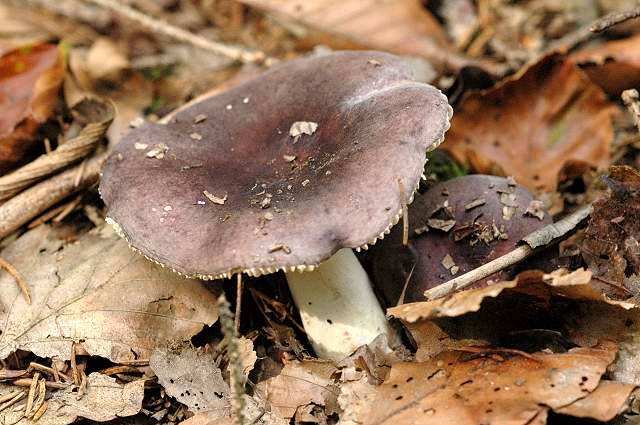
Russula.amoena
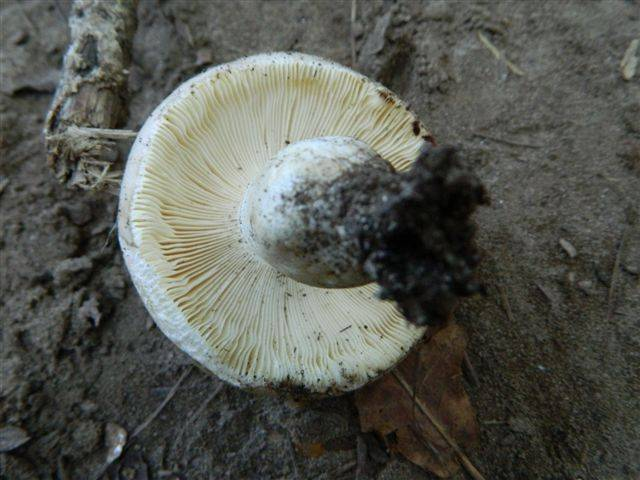
Russula anatina
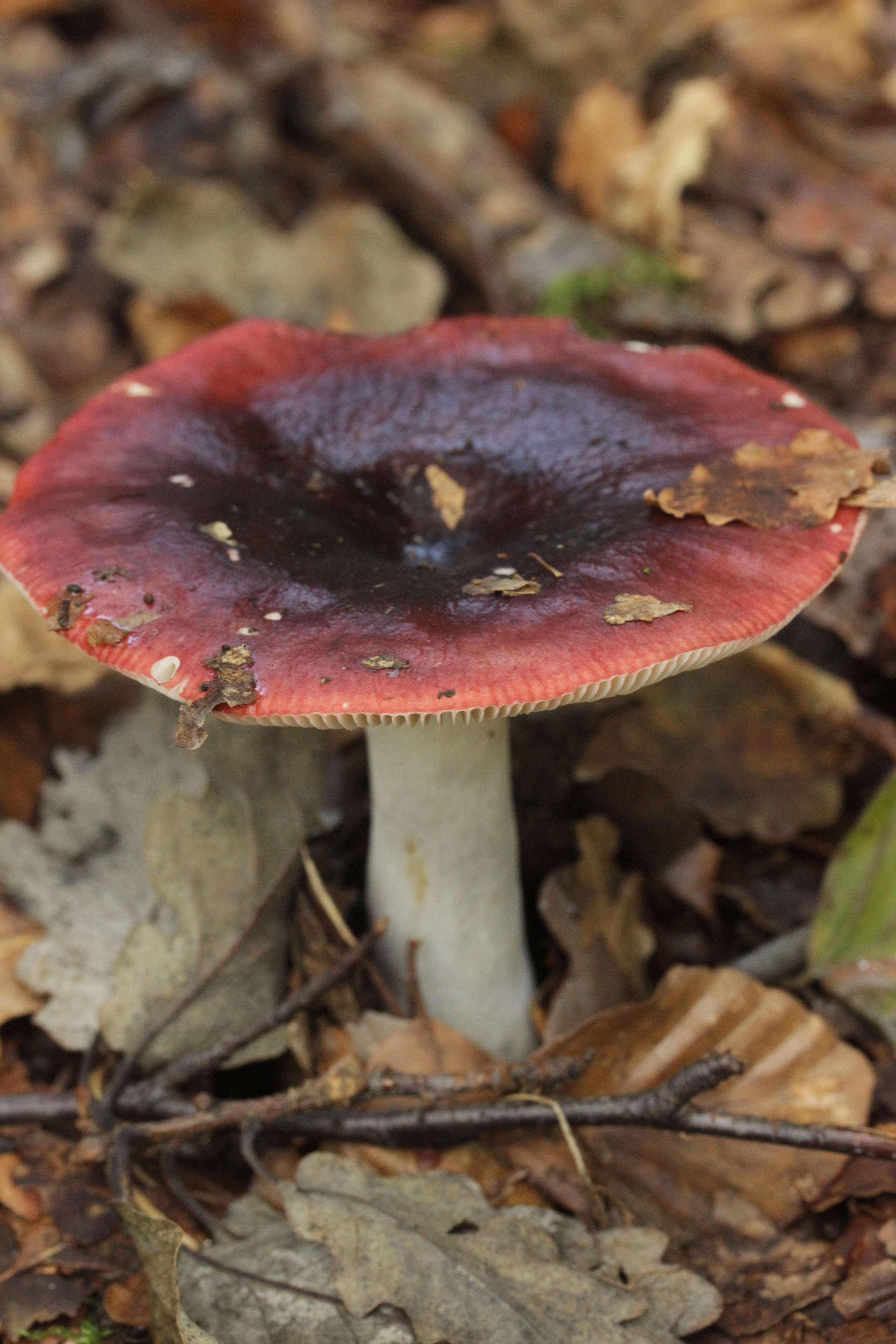
Russula atropurpurea
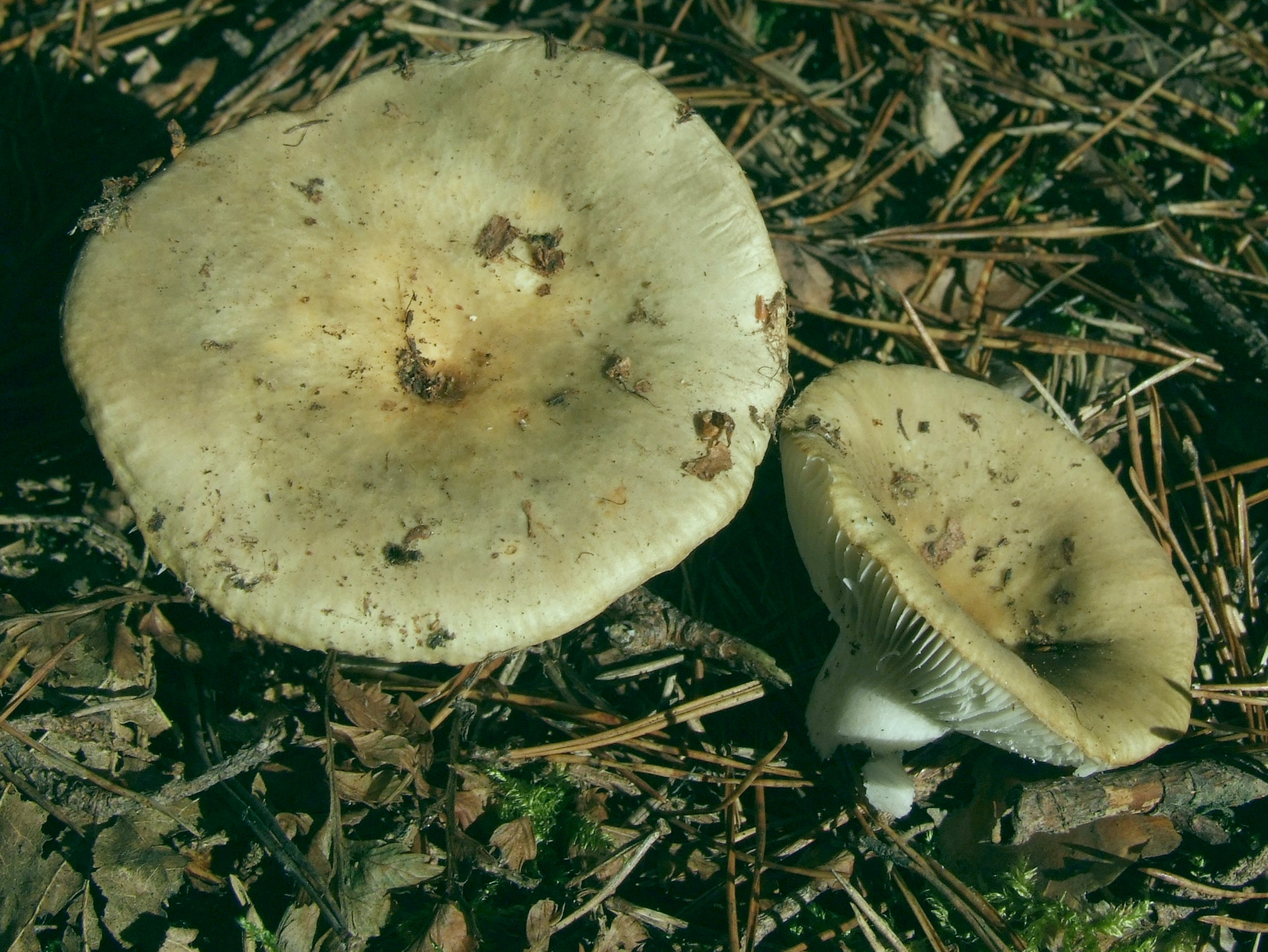
Russula heterophylla
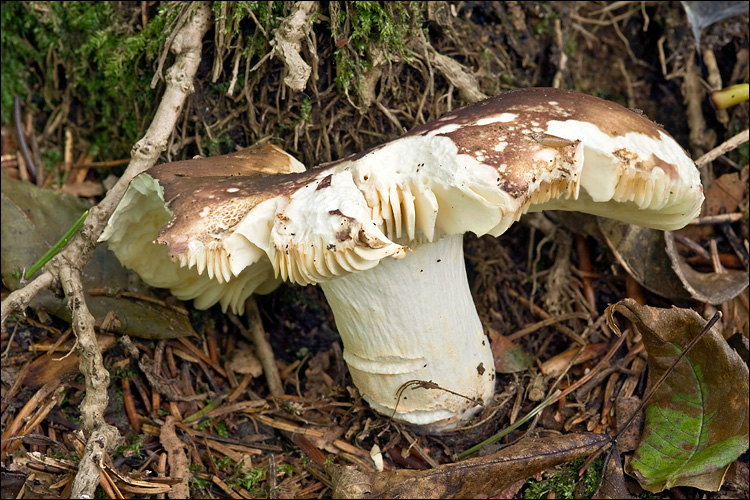
Russula integra
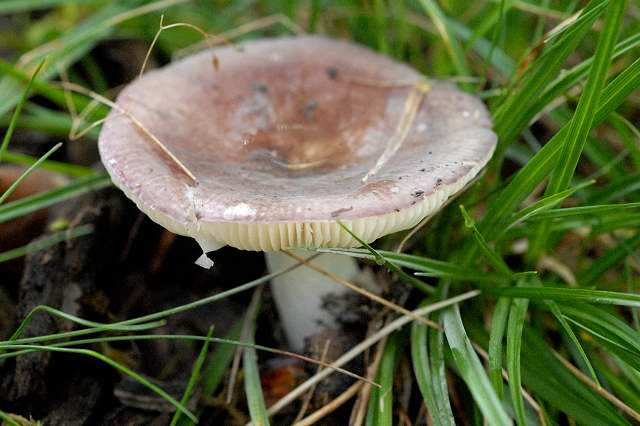
Russula.ionochlora
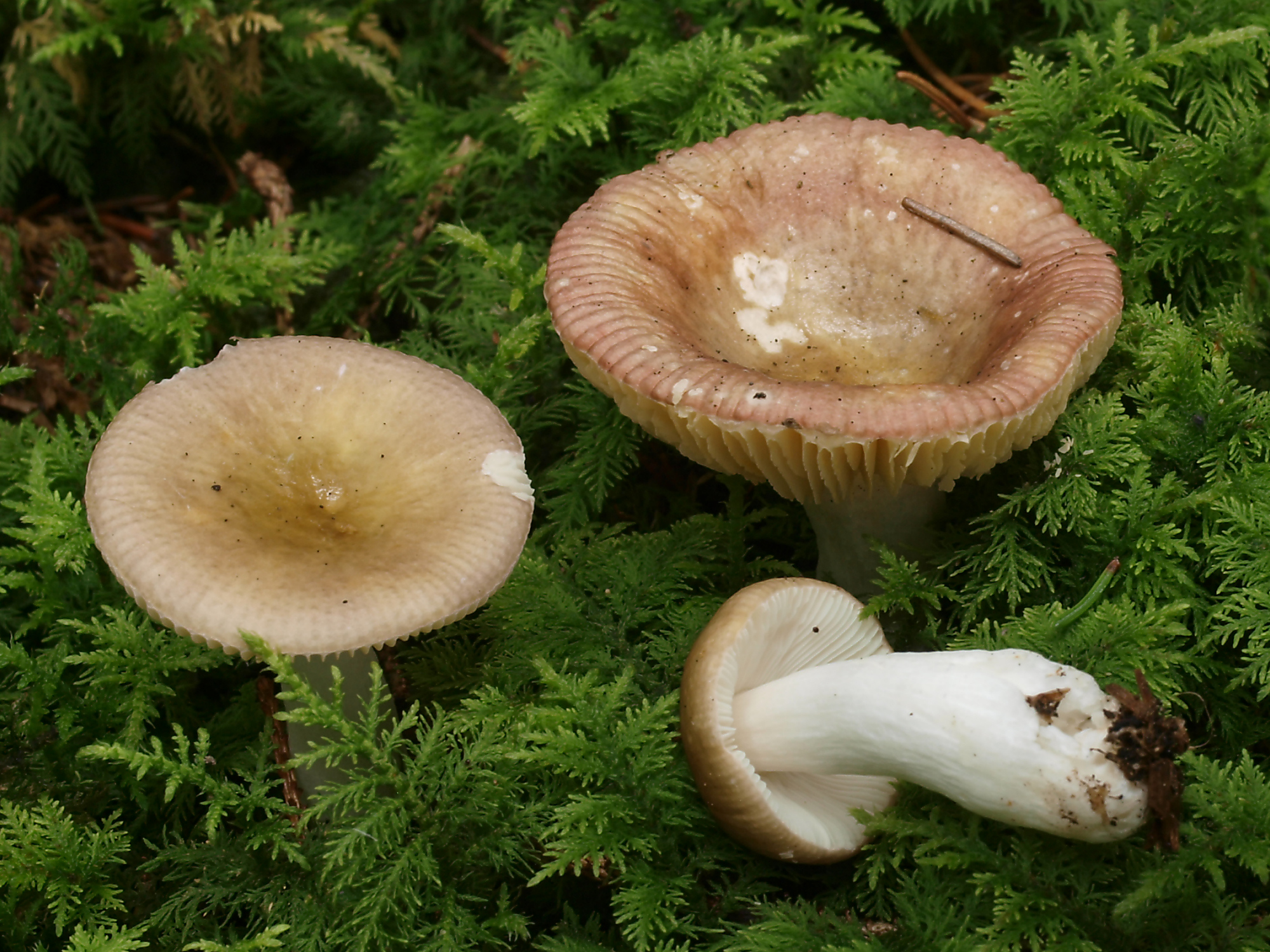
Russula nauseosa

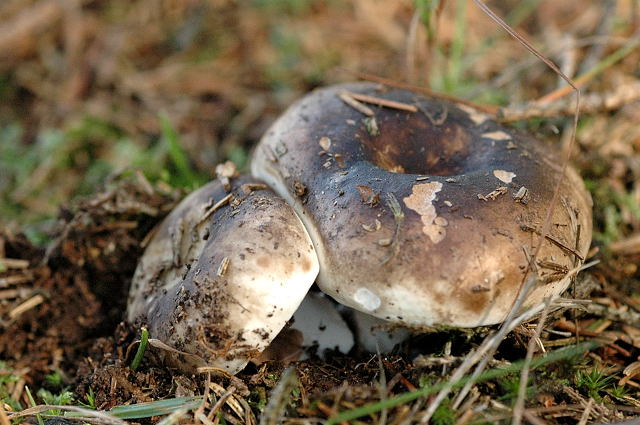
Russula.nigricans
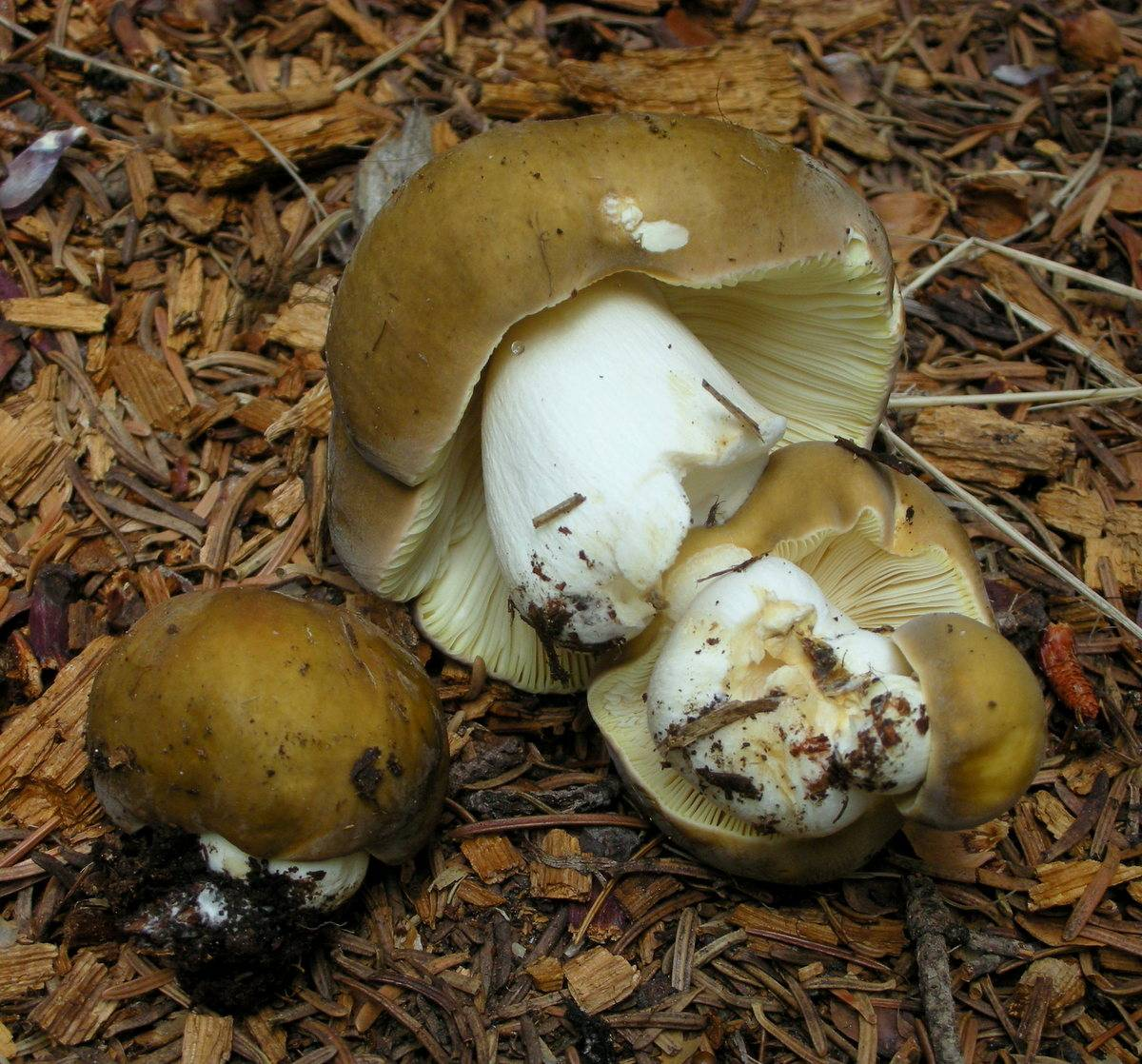
Russula olivacea
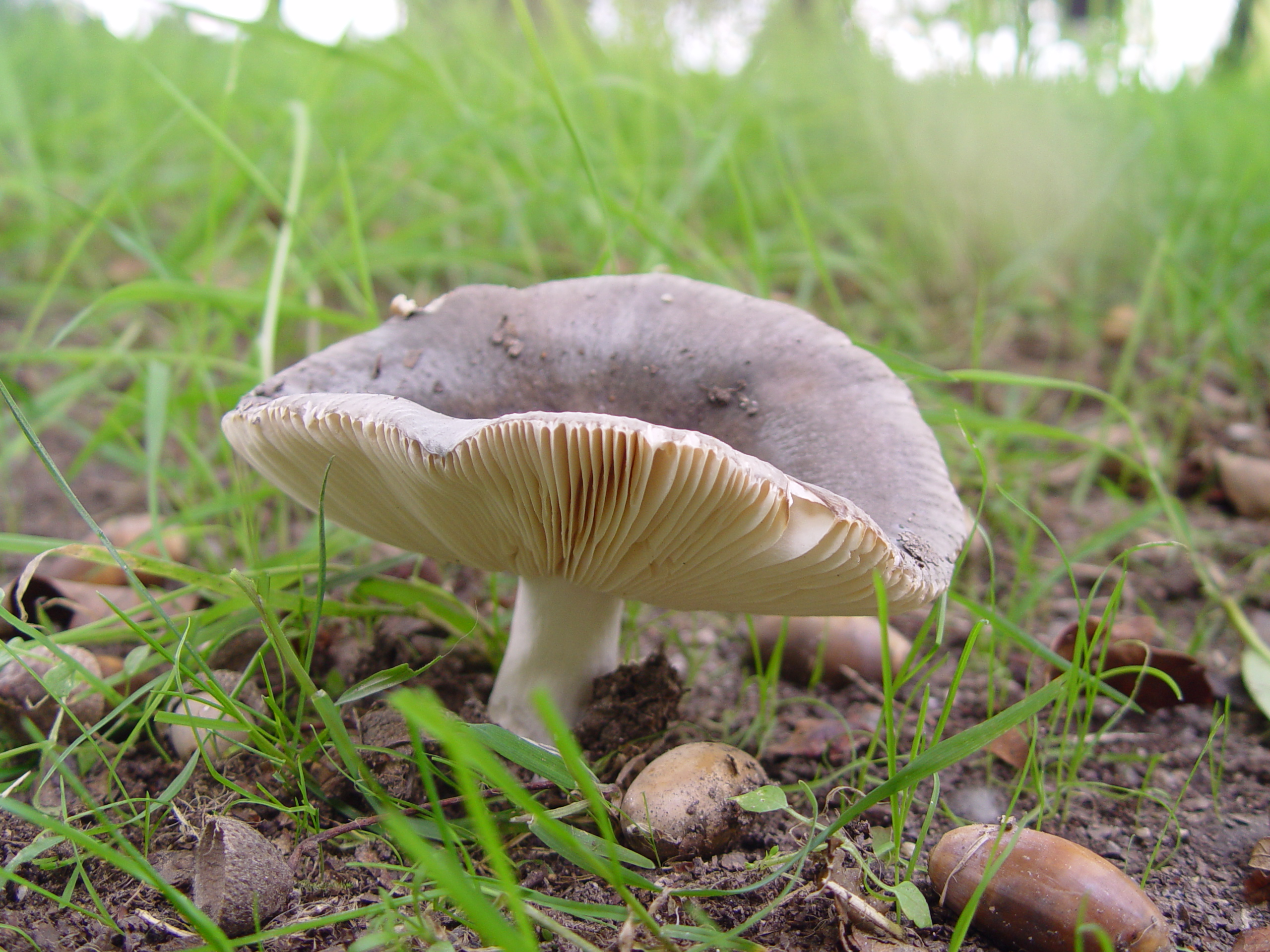
Russula parazurea
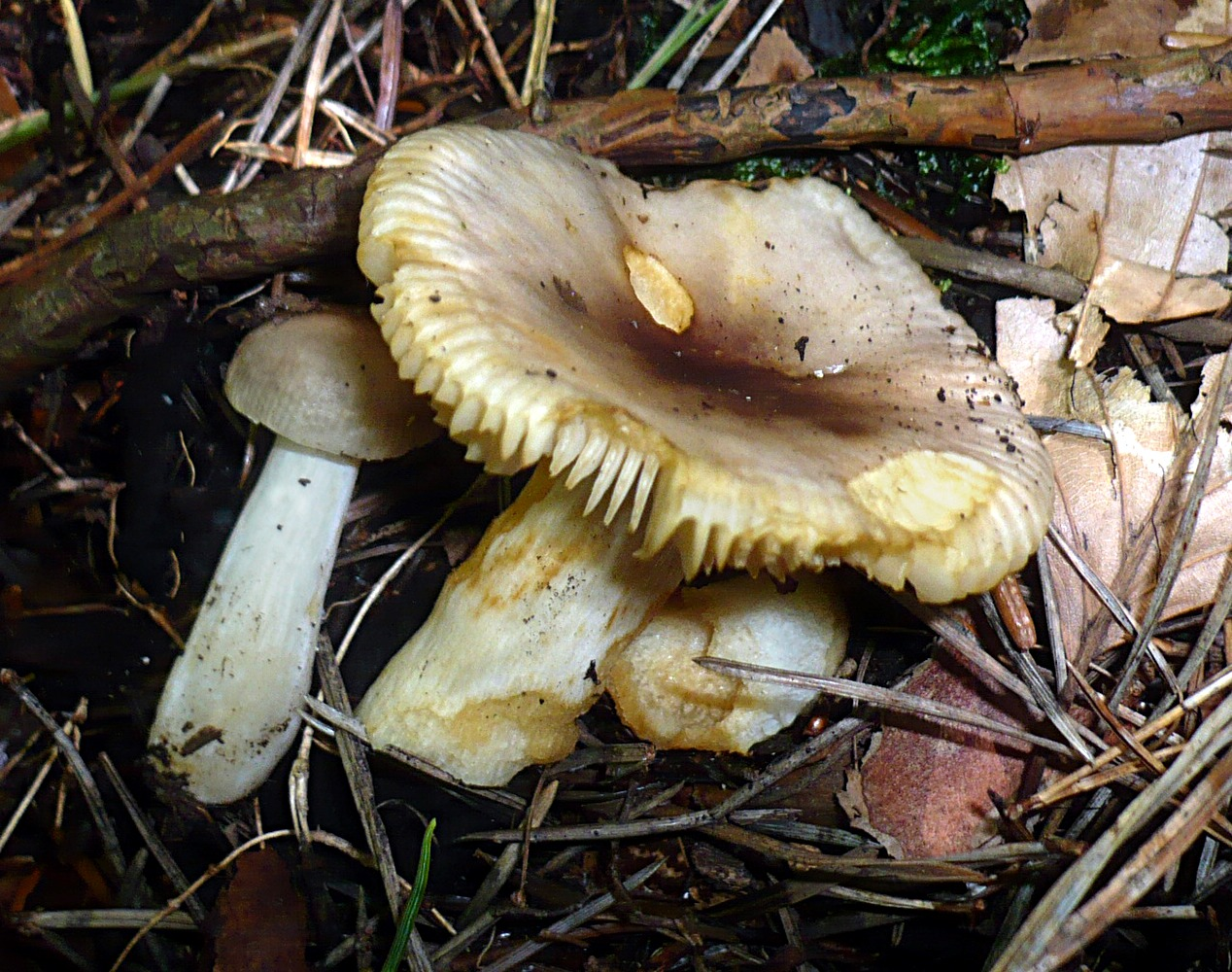
Russula puellaris
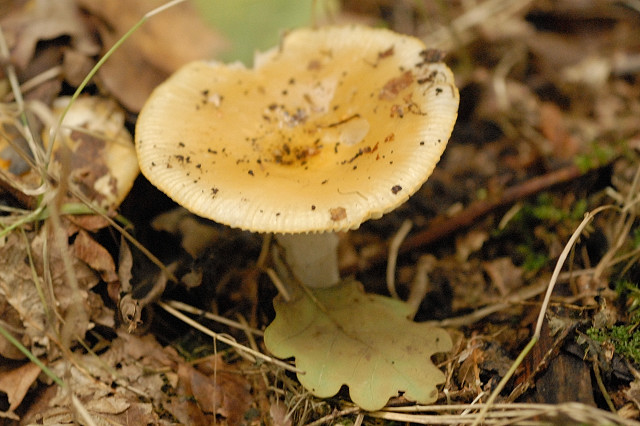
!!Russula.raoultii!!
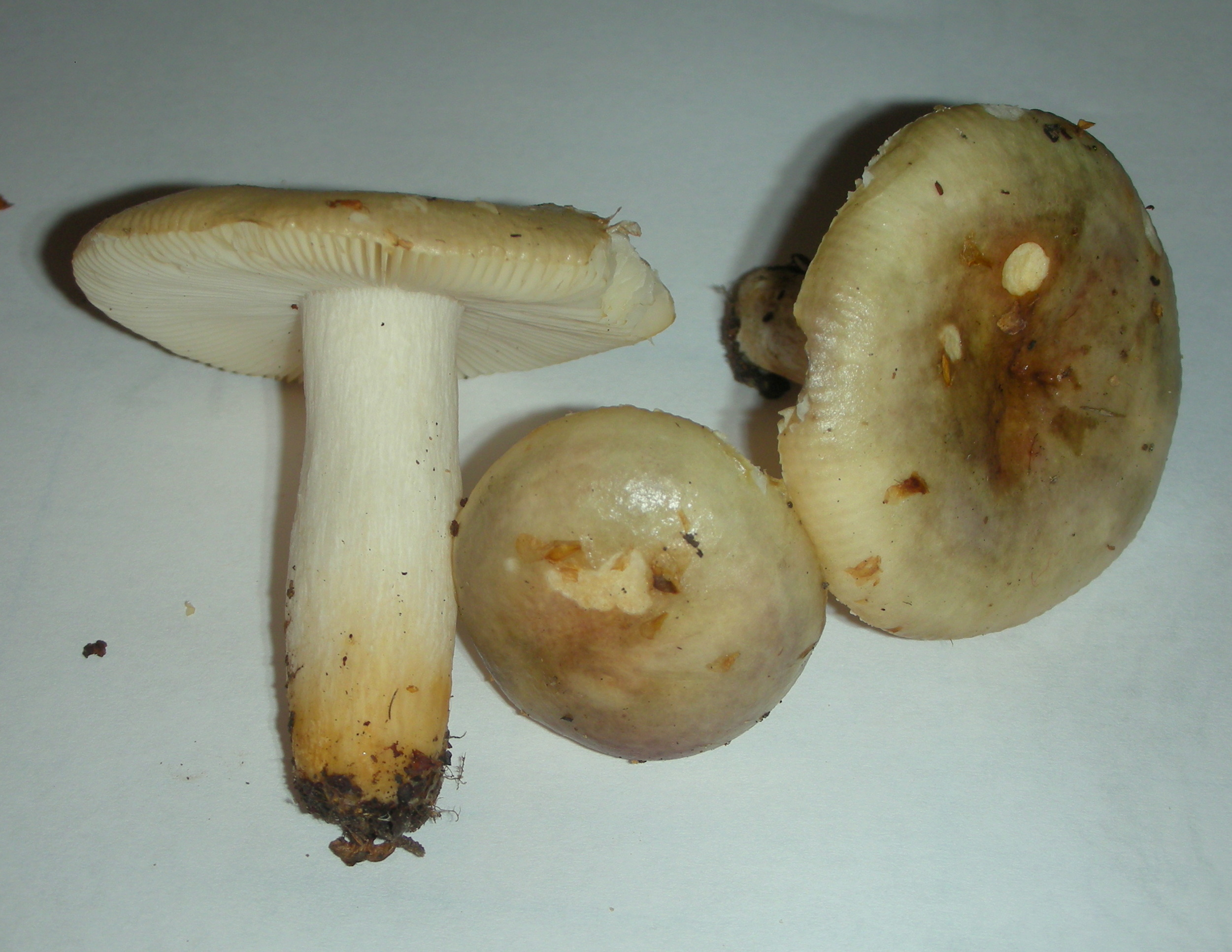
!Russula versicolor!
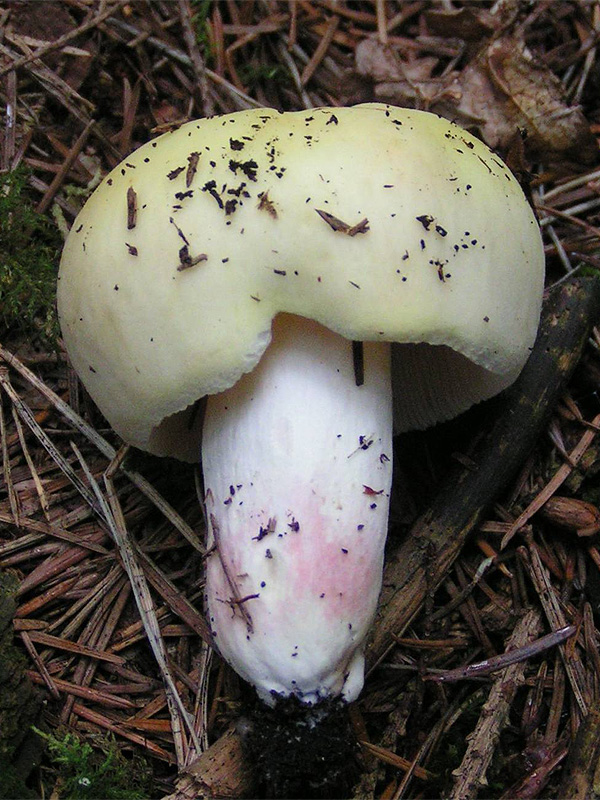
Russula violeipes
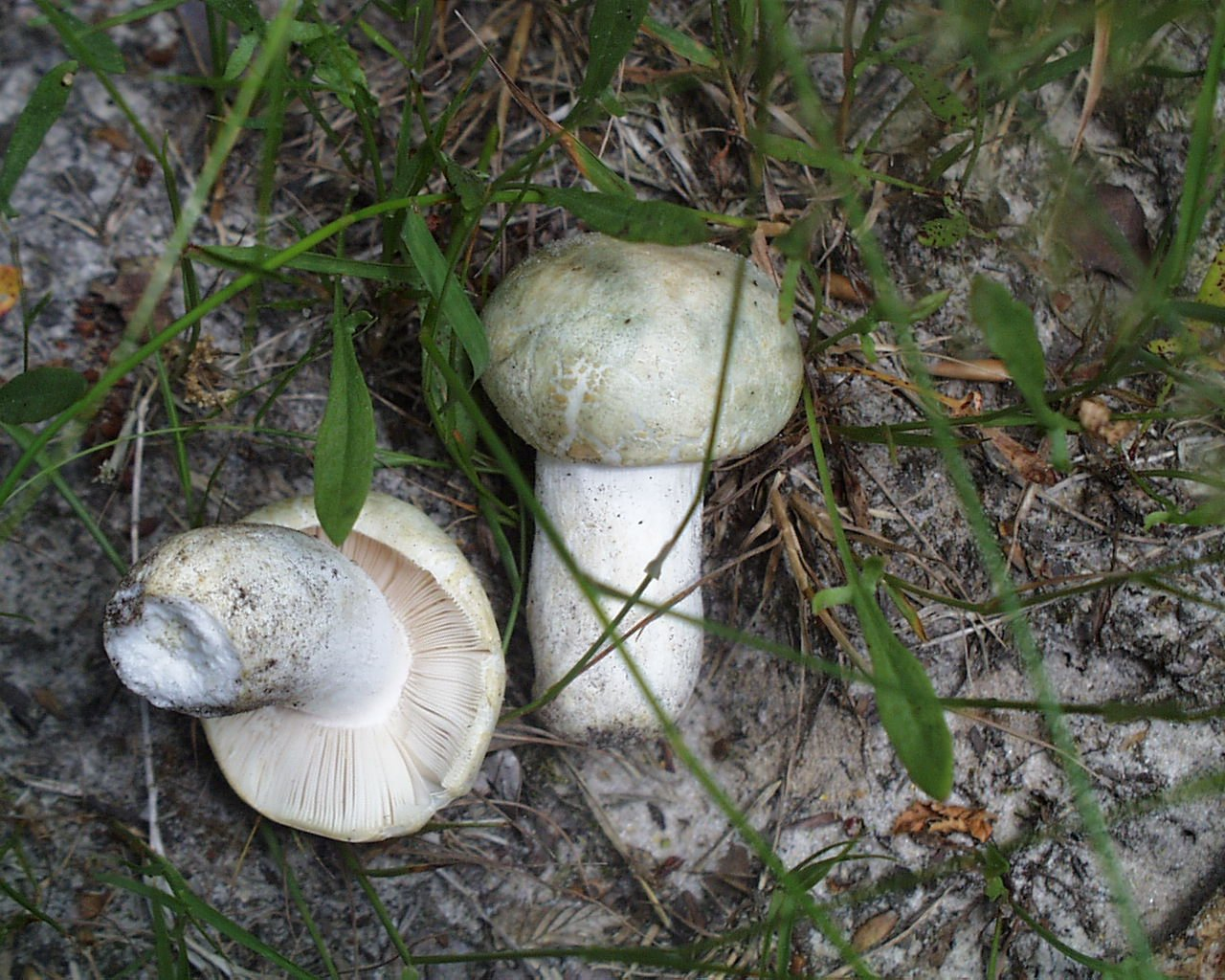
Russula virescens
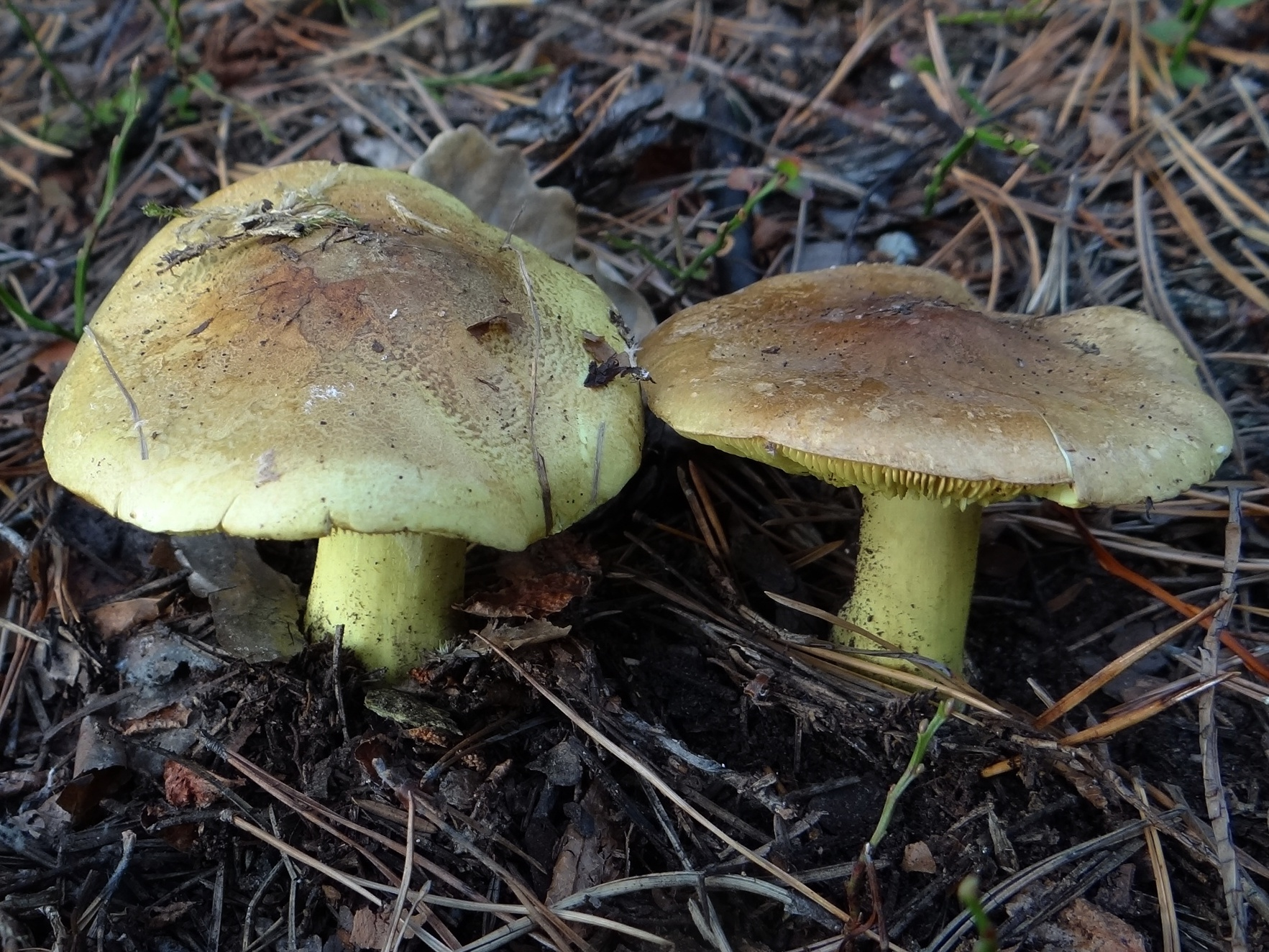
!!!Tricholoma equestre!!!

## Valorificare
Vinețică cenușie este la fel de savuroasă ca vinețica porumbeilor, Astfel ea poate fi preparată și consumată în același mod. 